# 查丽兹·安德鲁斯
查丽兹·安德鲁斯（英語：Charlize Andrews，2001年12月26日—），澳大利亚女子水球运动员，2022年女子水球世界联赛洲际杯金牌得主、2024年夏季奥林匹克运动会女子银牌得主。